# サイ・サイシー
サイ・サイシーは、アニメ『機動武闘伝Gガンダム』に登場する、架空の人物。ネオチャイナ代表のガンダムファイター。（声：山口勝平）

## 人物
- 国籍:ネオチャイナ
- 出身地:地球・少林寺[1]
- 年齢:16歳[1]
- 生年月日:F.C43年3月31日[1]
- 星座:牡羊座[1]
- 身長:132cm[1]
- 体重:32kg[1]
- 血液型:A型[1]
- 特技:中国拳法[1]、一輪車[2]
- 趣味:料理（チャーハン）[1]
- 嫌いなもの:怪談話

初登場は第3話「倒せ! 魔神ドラゴンガンダム」。第13回ガンダムファイトに参加した。現在は衰退してしまった少林寺拳法の使い手であり、シャッフル同盟の中で最年少ながら高い格闘能力を持ち、戦闘中の機転も効き、ドモンとの初対決ではシャイニングフィンガーで敗れたかに見えたが、同時にドラゴンガンダムの弁天刀で首を狙うという離れ技をやってのけ「俺に唯一引き分けを仕掛けた男」と一目置いている。
ガンダムファイト日参加した目的は衰退した少林寺の再興を目的としている。後にシャッフル同盟・クラブ・エースの称号を受け継ぐ。
非常に明るい性格で人懐っこいが、イタズラ好きでおっちょこちょいな上、スケベな面が玉に瑕。お化けの類が苦手。ドモンのことを「ドモンのアニキ」と呼んで慕っている。趣味の中華料理を奮う姿も見られた。
ファイティングスーツは黄色を基調としている。装着時は一度、頭部まで覆われ、最後に頭部のスーツを除去するという、一風変わったもの。
第4回大会で優勝したサイ・フェイロンを祖父に持ち、父のサイ・ロンパイも少林寺再興を果たす事を目的としていたが、祖父も父も既に亡くなっており、父はサイ・サイシーが物心つく前に志半ばで病に倒れた。
当初は少林寺再興に対して、不真面目な面も見られたが、父が遺した手紙を読んだことで心機一転し、総帥に進言するなど命を賭ける程の情熱を燃やすようになった。
修行不足な面や未熟と見られる部分が間々あり、アルゴにそれを指摘されたこともあった。とはいえ、ドラゴンガンダムを取り返すためにドモンをダシに使ったり、そのドモンとの初試合では引き分けに持ち込んだりと知略に長けた部分もある。
第19話では、ドモンの修行中にレイン・ミカムラのスカートをめくったり、ナスターシャ・ザビコフが池で全裸で泳いでるのを覗いて涎を垂らしたりしていた。
放送当時、小学生のファンから特に人気の高かったキャラクターである。

## 劇中での活躍
初登場時には手違いからサイシー本人と離れて降下してしまったドラゴンガンダムを盗賊から奪還することになり、ドモンを囮にしたりファイトを引き分けに持ち込んだりと、賢さが目立った。

続くエジプトの砂漠では、DG細胞で復活したかつて祖父とのファイトで敗れ死亡したネオエジプトのファイター、ダハール・ムハマンドと2度にわたって交戦。
新宿では東方不敗マスター・アジアの罠により、DG細胞に感染。チボデー、ジョルジュ、アルゴと共にドモンを襲うが、クラブ・エースに助けられ、シャッフルの紋章を受け継ぎ、新シャッフル同盟の一員になる。
決勝リーグ戦ではドモンにネオネパール代表のキラル・メキレル対策の練習相手として協力。続く自身の試合で対戦相手となったネオデンマークのハンス・ボルガーの妹、セシルに恋をする。マーメイドガンダムが限界に達していたことから、当初はセシルのことを思って試合には参加しないつもりでいた。しかし、セシル自身の説得により戦うことを決意。マーメイドガンダムの水中戦闘に苦戦するも、切断した片腕を囮に使った奇策で逆転勝利を飾った。その後本国に帰還するセシルにキスをされて真っ赤になっている。
決勝リーグ終盤では少林寺最終奥義「真・流星胡蝶剣」でドモンと死闘を繰り広げ、左腕から繰り出された爆熱ゴッドフィンガーの前にこそ敗れたが、そのファイトを観戦し、内容に感動したネオチャイナ総師（注：本来は「総帥-そうすい」が正しいが本作の台詞では「総師-そうし」と呼ばれている）から少林寺の再興を確約される。
その後はネオジャパンコロニー内部の死闘に他のシャッフル同盟の4人と共に参加し、勝利に導いている。エンディングにおいては、隠し持っていたセシルの写真にキスをしまくっているところを恵雲と瑞山にどつき倒される。写真の中のセシルは肩をすくめて苦笑いしていた。

### ガンダムファイト歴
- サバイバルイレブン
  - -シャイニングガンダム
  - ○ファラオガンダム
  - -ボルトガンダム（試合中断）
- 決勝大会
  - ○マーメイドガンダム
  - ×ゴッドガンダム
  - ×ガンダムシュピーゲル
- バトルロイヤル
  - ボルトガンダムと交戦、その後ガンダムヘブンズソードと相討ちで失格

## 搭乗機
- GF13-011NC ドラゴンガンダム

## テーマソング
- チャイナシャッフル

作詞 - 安藤芳彦、作曲 - 出雲麻紀子、編曲 - 工藤隆、歌 - 山口勝平、宇垣秀成

## その他
- シリーズ構成の五武冬史は総監督の今川泰宏と相談して自由に動かさせてもらい、それなりに成長して要ったという部分では一番の思い入れのあるキャラクターに挙げている[3]。
- 総監督の今川泰宏は後悔している自分の少年時代へのやり直しという気分を映し出したキャラと述べている[4]。
- CDドラマ「世界高達骨牌拳」の劇中劇では何故かドラゴンガンダムのファイターではなく、ミスガンダムミョウ・チクリンとして登場（サイ・サイシー本人は不満を持っていた）。マスターアジアに攫われてしまう。見た目から「子供の女装」と言われ、時折の素の声となっていた。